# 텔레마 사원
텔레마 사원(Abbey of Thelema)은 알리스터 크롤리와 레아 히르시그(Leah Hirsig)가 1920년 이탈리아 시칠리아주 체팔리에 세운 신전이자 정신적 중심지로 사용된 작은 집이다.
그 별장은 오늘날에도 여전히 서 있지만 상태가 좋지 않다. 영화 제작자 케네스 앤저 (Kenneth Anger)는 크롤리의 신봉자로, 후에 그의 영화 텔레마 사원 Thelema Abbey (1955)에서 벽화 일부를 발견하여 촬영하였다.

## 이름
이 이름은 프랑수아 라벨라의 풍자 가르간투아와 판타그뤼엘 (Gargantua and Pantagruel)에서 차용되었는데, 이 곳에서 아브바예 드 텔렘은 주민들의 삶이 "법, 법령, 규칙에서가 아니라 그들의 자유 의지와 즐거움에 따라" 보내진 일종의 "반 수도원"으로 묘사된다.이름이 붙기 전에 크로울리는 이 집을 빌라 산타 바바라라고 불렀다.:185

## 목표
마법 학교의 역시 형식, 그는 "Collegium 광고 Spiritum Sanctum", A 대학 성령을 향해 주는 이 이상주의적 유토피아 크롤리 씨의 인민 공사의 한 모델이 되었다. 일반 프로그램은 AaA course 교육과정에 따라 진행되었으며, 매일 태양에 대한 숭배, 크로울리의 저작에 대한 연구, 정기적인 요가 및 의식 관행(기록될 예정), 일반 가사 노동을 포함했다. 그 목적은 학생들이 그들의 진정한 의지를 발견하고 드러내는 위대한 일에 헌신하는 것이었다.
크롤리는 이 작은 집을 마법의 헌신으로 세계적인 중심지로 변화시키고, 아마도 마법에 대한 훈련을 받으려는 제자들이 지불하는 수업료를 얻을 계획이었다.

## 거주자

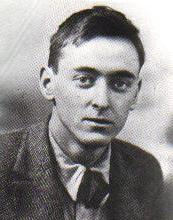
1923년 수도원에서 사망한 라울 러브데이 (Raoul Loveday)

### 라울 러브데이 (Raoul Loveday)
1923년 23세의 옥스퍼드 대학교 학부생인 라울 로베이가 수도원에서 사망했다. 그의 아내 베티 메이(Betty May)는 그가 크롤리의 의식(제물로 바쳐진 고양이의 피를 소비하는 것과 관련이 있다고 주장됨)에 참여했거나, 산에서 물을 마셔서 급성 장열 진단을 받은 것에 대해 여러 가지로 그의 죽음을 비난했다. 크롤리는 로렌스 수틴, 리처드 카친스키 등의 전기에서 이 커플에게 물을 마시지 말라고 경고했었다.
언제 5월 런던으로 돌아왔을 때, 그녀는 타블로이드 신문을, 선데이 익스프레스, 크롤리에 대한 공격에서 그녀의 이야기를 포함된 인터뷰를 했다. 베니토 무솔리니 정부는 1923년 크롤리를 떠나라고 요구했다. 크로울리 씨가 떠난 뒤, 수도원 텔레마의 결국 지역 주민들을 덮크로울리 씨의 벽화에 버려졌다.

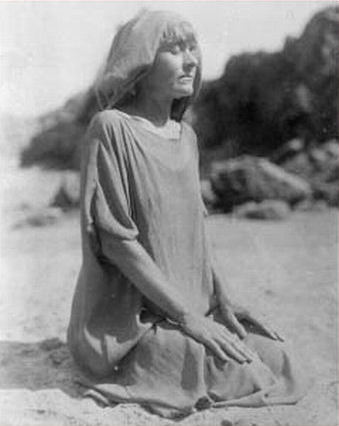
제인 울프 (Jane Wolfe)가 셀레마 수도원 근처의 해변에서 명상을 하고 있다.

### 제인 울프 (Jane Wolfe)
제인 울프는 크롤리의 세팔리에서 3년 동안 테렘 시스템 훈련과 함께 일했고, 크롤리의 시련에서 살아남아 어느 정도의 성취를 얻었다.울프는 텔레마 수도원에 거주하던 중 크라울리에 의해 소로르 에스타이라는 마법의 이름을 따서 A∴A∴에 입학했다. 그녀는 요가, 다라샤, 프라나야마를 포함한 다양한 연습을 했고, 이후 세팔루 일기라고 불리는 북캘리포니아의 셀레마 대학에서 상세한 기록을 남겼다. 그녀는 후에 런던과 파리에서 크롤리의 개인 대리인으로 일했다.

## 대중문화에서
- 덴마크 예술가 요아힘 코에스터는 이 별장의 다섯 가지 색상과 다섯 개의 흑백 사진을 만들었다.[8]

## 갤러리

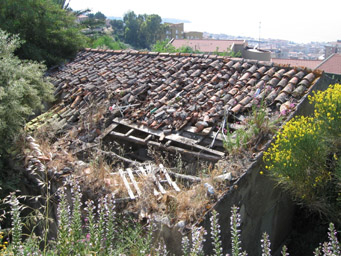
수도원 유적
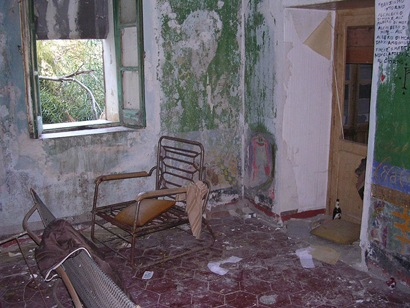
텔레마 수도원, 현재의 방들
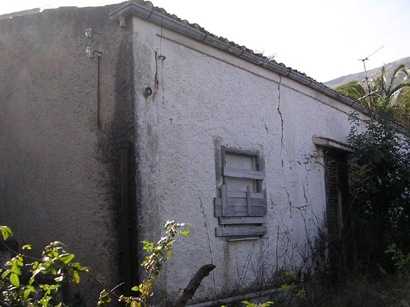
현재의 예배당인 텔레마 수도원

## 같이 보기
- 수도원
- 사원
- 미스터리

### 인용문
1. ↑  MacDonald (2006), 49쪽.
2. ↑  Colin Wilson, Nature of the Beast, p. 73
3. ↑  François Rabelais, Gargantua and Pantagruel, Ch. 1.
4. ↑  Kracht, C., & Woodard, D., Five Years (Hanover: Wehrhahn Verlag, 2011), p. 185.
5. ↑  The well-known Sicilian Novelist, Leonardo Sciascia, has an amusing short story about Crowley's expulsion from Sicily. Magical Diaries of Aleister Crowley, page 13
6. ↑  Shoemaker (2017a).
7. ↑  Seckler (1979), 35쪽.
8. ↑  “Joachim Koester - MoMA”. 《The Museum of Modern Art》.

### 인용된 작품
- MacDonald, Scott (2006). 《A Critical Cinema 5: Interviews with Independent Filmmakers》. University of California Press. ISBN 0520245946.
- Seckler, Phyllis, 편집. (1979). “In The Continuum” II (5). Oroville, CA: College of Thelema Publishing.
- Shoemaker, David, 편집. (2017a). 《Jane Wolfe: The Cefalu Diaries 1920 - 1923》. Temple of the Silver Star. ISBN 978-09976686-3-6.
- Sutin, Lawrence (2002). 《Do What Thou Wilt: A Life of Aleister Crowley》. Macmillan. ISBN 978-0312252434.

## 같이 보기 (영문)
- Seckler, Phyllis, 편집. (1983). “In The Continuum” III (4). Oroville, CA: College of Thelema Publishing.
- Seckler, Phyllis, 편집. (1984e). “In The Continuum” III (5). Oroville, CA: College of Thelema Publishing.
- Seckler, Phyllis, 편집. (1984f). “In The Continuum” III (6). Oroville, CA: College of Thelema Publishing.
- Seckler, Phyllis, 편집. (1989). “In The Continuum” IV. Oroville, CA: College of Thelema Publishing.
- Seckler, Phyllis, 편집. (1993). “In The Continuum” V (4). Oroville, CA: College of Thelema Publishing.
- Seckler, Phyllis, 편집. (1996i). “In The Continuum” V (9). Oroville, CA: College of Thelema Publishing.
- Seckler, Phyllis, 편집. (1996j). “In The Continuum” V (10). Oroville, CA: College of Thelema Publishing.
- Seckler, Phyllis (2010).  Rorac Johnson; Gregory Peters; David Shoemaker, 편집. 《The Thoth Tarot, Astrology & Other Selected Writings》. Teitan Press & College of Thelema of Northern California. ISBN 978-0-933429-27-7.
- Seckler, Phyllis (2012).  Rorac Johnson; Gregory Peters; David Shoemaker, 편집. 《The Kabbalah, Magick, and Thelema. Selected Writings Volume II》. Teitan Press & College of Thelema of Northern California. ISBN 978-0-933429-28-4.
- Shoemaker, David (2017b). 《Karl Germer: Selected letters》. Temple of the Silver Star. ISBN 978-0-997668-65-0.
- Starr, Martin P. (2003). 《The Unknown God: W.T. Smith and the Thelemites》. Bollingbrook, Illinois: Teitan Press. ISBN 978-0-933429-07-9.